# Michel Grossiord
Michel Grossiord, né à Lons-le-Saunier (Jura) en 1957, est un journaliste politique français de radio et de télévision.

## Biographie

### Études
Il étudie au Centre de formation des journalistes de Paris, d'où il sort en 1981.

### Carrière
Il intègre Europe 1 où, après avoir successivement été responsable de la rubrique culture puis présentateur d’Europe-Midi, journal de la mi-journée, il présente la revue de presse du matin, intitulée Lu dans la presse depuis 2005. À la rentrée 2012, il présente le journal de 7 h et le flash de 9 h. 
En septembre 2014 il présentera les journaux de 6 h 30 et 8 h
Depuis 2000[réf. souhaitée], il présente également sur Public Sénat des éditions spéciales et Le 19 H, le journal télévisé de la chaîne, ainsi que l'émission hebdomadaire Preuves par trois, en partenariat avec l'AFP.
Pendant l'été 2014 puis pendant les fêtes de fin d'année puis à nouveau pendant les étés 2015 et 2016 il présente Les 30 Glorieux, une chronique quotidienne dans la matinale où il reçoit des jeunes de 30 ans qui ont réussi.
En juillet 2016, il quitte Europe 1, après 33 ans de carrière dans cette radio. Il continue de travailler sur Public Sénat.
En septembre 2016, il intègre la matinale de Radio Classique pour présenter la revue de presse. Il y est remplacé par David Abiker en septembre 2019.